# هال اچ‌تی-۲
هال اچ‌تی-۲ (به انگلیسی: HAL HT-2) یک هواپیمای ساختِ کارخانهٔ هیندوستان آیروناتیکس در کشور هند است. نخستین استفاده‌کنندهٔ این هواپیما نیروی هوایی هند بوده‌است. این هواپیما برای نخستین بار در ۱۹۵۱ میلادی مورد استفاده قرار گرفت.